# Brachyta interrogationis
Brachyta interrogationis es una especie de escarabajo longicornio del género Brachyta, tribu Rhagiini, subfamilia Lepturinae. Fue descrita científicamente por Linné en 1758.
Se distribuye por Finlandia, Noruega, Rusia y Suecia. Mide aproximadamente 9-19 milímetros de longitud. El período de vuelo de esta especie ocurre entre mayo y agosto.